# Acacia palustris
Acacia palustris är en ärtväxtart som beskrevs av Luehm. Acacia palustris ingår i släktet akacior, och familjen ärtväxter. Inga underarter finns listade i Catalogue of Life.